# FEMUA 11
Le FEMUA 11, Festival des musiques urbaines d'Anoumabo en 2018 a été ouvert le mardi 17 au terrain d'Anoumabo en présence des membres du gouvernement, des artistes invités, de la population, mais également la presse nationale et internationale.
Le premier ministre Amadou Gon Coulibaly parrain de l'évènement a ouvert l'édition avec pour thème « Jeunesse africaine et immigration clandestine ».
Ce festival s'est déroulé du 17 au 24 avril 2018 sur les sites d'Anoumabo, de l'INJS, du Centre Culturel Français et de Korhogo, Lors de l'inauguration officielle du festival à Anoumabo, il a exprimé son admiration pour Magic System.et son équipe pour faire de cette rencontre une référence mondiale en Afrique.« Aujourd’hui, le Femua est une référence qui a conquis l’Afrique et le monde », a-t-il témoigné.

## Contexte
Le FEMUA 11, qui s'est tenu en 2018, a été marqué par un changement de lieu. Il s'est déroulé principalement à l'Institut National de la Jeunesse et des Sports d'Abidjan (INJS) au lieu du site historique d'Anoumabo et une soirée de clôture à Korhogo, dans le nord du pays. Le thème de cette édition était axé sur la jeunesse africaine et l'immigration clandestine, un sujet d’actualité pour la Côte d’Ivoire à cette époque.

## Déroulement

### Préparation
Avant le lancement officiel, le comité d'organisation a procédé au démarrage des préparatifs le 10 février 2018 au cours d'une rencontre avec la presse.
Guy Michel Able, directeur de communication de Gaou Productions et son collaborateur Gustave Adams, ont à cette occasion livré quelques dates sur le déroulement de cet évènement. Il avait affirmé aussi que le FEMUA 11 sera lancé le 15 mars à Abidjan.

### Cérémonie de lancement
La cérémonie du lancement a marqué le début du festival, elle s'est tenue le jeudi 15 mars 2018 à Azalai Hôtel en présence des organisateurs, de quelques artistes et des partenaires. Il a été signifié à ce lancement que le FEMUA 11 aura lieu du 17 au 22 avril sur les bords de la lagune Ebrié et à Korhogo.
À cette occasion, Traoré Salif dit Asalfo a livré les 5 axes principaux de cette édition. À savoir, le volet social de Femua, activités sportives, le volet scientifique, le Femua kids et volet musical.

## Voir également